# Biblia Gutenberga

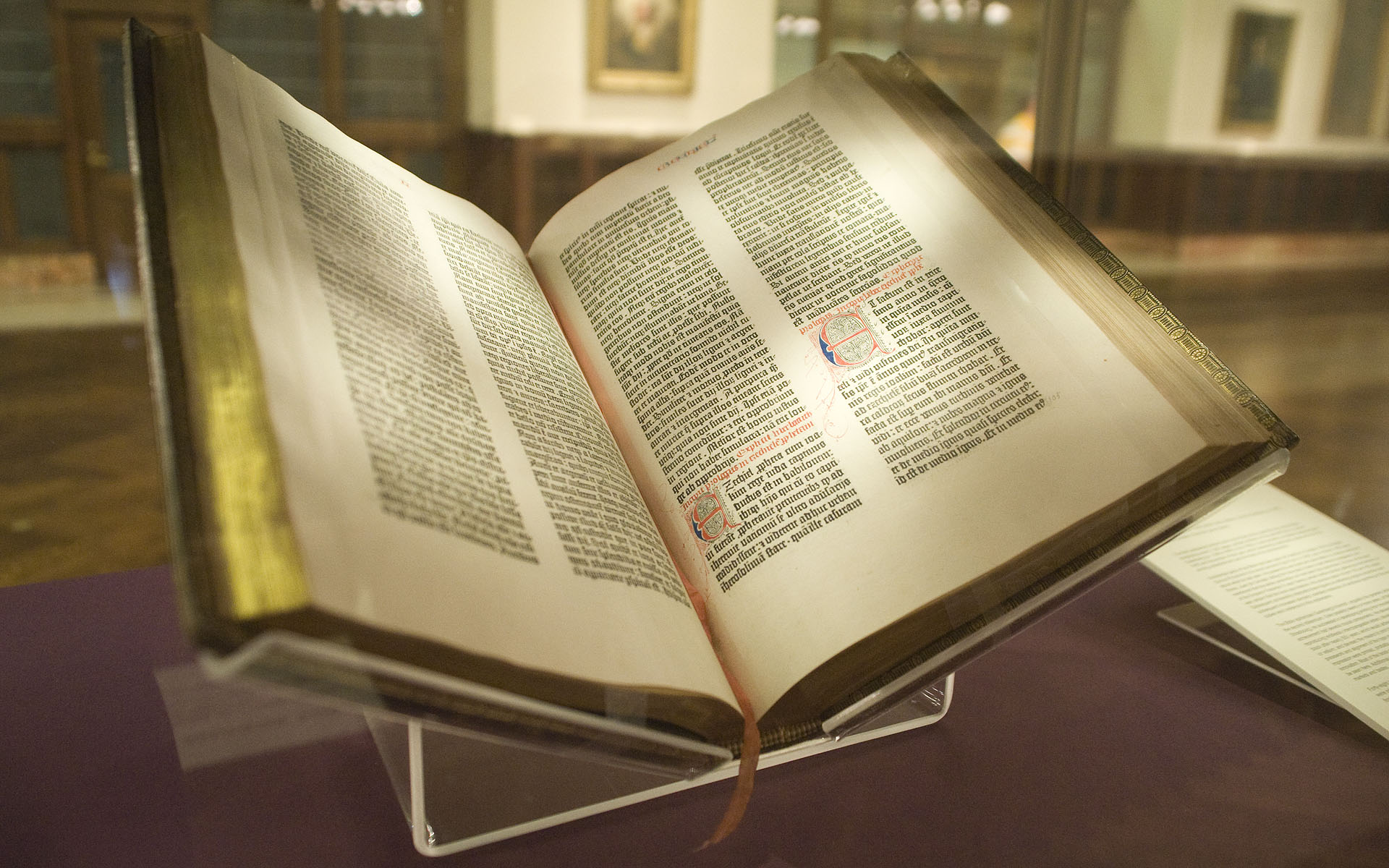
Biblia Gutenberga, egzemplarz z Nowego Jorku (2009)

Biblia Gutenberga (in. Biblia Czterdziestodwuwierszowa, Biblia Mazarina) – pierwsze wydawnictwo dziełowe w Europie wykonane za pomocą druku (przy użyciu czcionki ruchomej). Jest kompletnym wydaniem Pisma Świętego.
Została przygotowana do druku i wydrukowana w latach 1452–1455 w Moguncji przez Johannesa Gutenberga, który był również jej wydawcą.
Biblia jest wydaniem dwutomowym i liczy łącznie 640 kart (324 kart w tomie pierwszym i 316 w drugim). Jest świadectwem przełomu technologicznego, jaki dokonał się po wynalezieniu ruchomej czcionki przyspieszającej produkcję książek.
Łaciński tekst Wulgaty, tj. tłumaczenie św. Hieronima ze Strydonu, wydrukowany jest w wąskim układzie dwułamowym, 42-wierszowym, stąd druga nazwa. Trzecia popularna nazwa Biblii związana jest z kard. Jules’em Mazarinem, z którego biblioteki pochodzi pierwszy opisany przez bibliografów egzemplarz.
W 2001 roku egzemplarz Biblii Gutenberga przechowywany w Getyndze został wpisany na listę UNESCO Pamięć Świata.

## Opis wydawnictwa
Księgi starano się upodobnić do wychodzących spod ręki kopistów. Nie ma strony tytułowej ani też numeracji stron. Zastosowano gotycką czcionkę projektu Gutenberga, o majestatycznym wyglądzie, ale nowoczesnym kroju. Skład tekstu jest wysokiej próby i do dziś uważany za mistrzostwo typografii. Pomimo dość wąsko zestawionych znaków charakteryzuje się najwyższą czytelnością. Posiada dobrze rozplanowane światła – zarówno odstępy międzywyrazowe (które są zrównoważone), jak i prawidłowo dobraną interlinię czy układ tekstu na stronach (layout). Łamy charakteryzują się szarością kolumny, co udało się Gutenbergowi uzyskać pomimo niewielkiej ilości znaków w wierszu, bo tylko ok. 40, co utrudniało zapanowanie nad odstępami międzywyrazowymi. Szarość została zachowana m.in. dlatego, że Gutenberg użył aż ok. 150 różnych znaków, w tym bogaty zbiór kilkudziesięciu ligatur. Obficie korzystał również z abrewiatur. Łamy wypełnione są tekstem wyjustowanym, w którym na szczególną uwagę zasługiwać może wyrównanie optyczne prawej krawędzi.
Po wydrukowaniu dodawano ręczne zdobienia. Potem trzy- lub nieraz dwutomowa księga oprawiana była przez introligatorów, m.in. przez słynnego Henryka Costera z Lubeki.
Biblia wydrukowana została prawdopodobnie w ok. 200 egzemplarzach – 165 na papierze i 35 na pergaminie (liczby te kwestionowane są przez niektórych badaczy). Znaki wodne świadczą, że papier grubości od 0,21 do 0,29 mm pochodził z piemonckich papierni. Druk przygotowywał Gutenberg, mający spółkę z finansującym go bankierem Johannem Fustem. Przy składzie pracowało siedmiu zecerów. Pomiędzy wspólnikami dochodziło do sporów. W 1455 r. sąd przyznał własność drukarni Fustowi, nie wiadomo więc czy druk wszystkich egzemplarzy nadzorował Gutenberg.

## Egzemplarze istniejące współcześnie
Do naszych czasów przetrwało 49 egzemplarzy (36 na papierze, 13 na pergaminie) tej księgi, z czego tylko 20 kompletnych. Najwięcej w Niemczech – 13, w Stanach Zjednoczonych – 11, w Wielkiej Brytanii – 8, we Francji – 4, po 2 w Watykanie, Hiszpanii i Rosji, po jednym w Austrii, Danii, Polsce, Portugalii, Belgii, Szwajcarii i Japonii.

### Biblia Gutenberga w Polsce

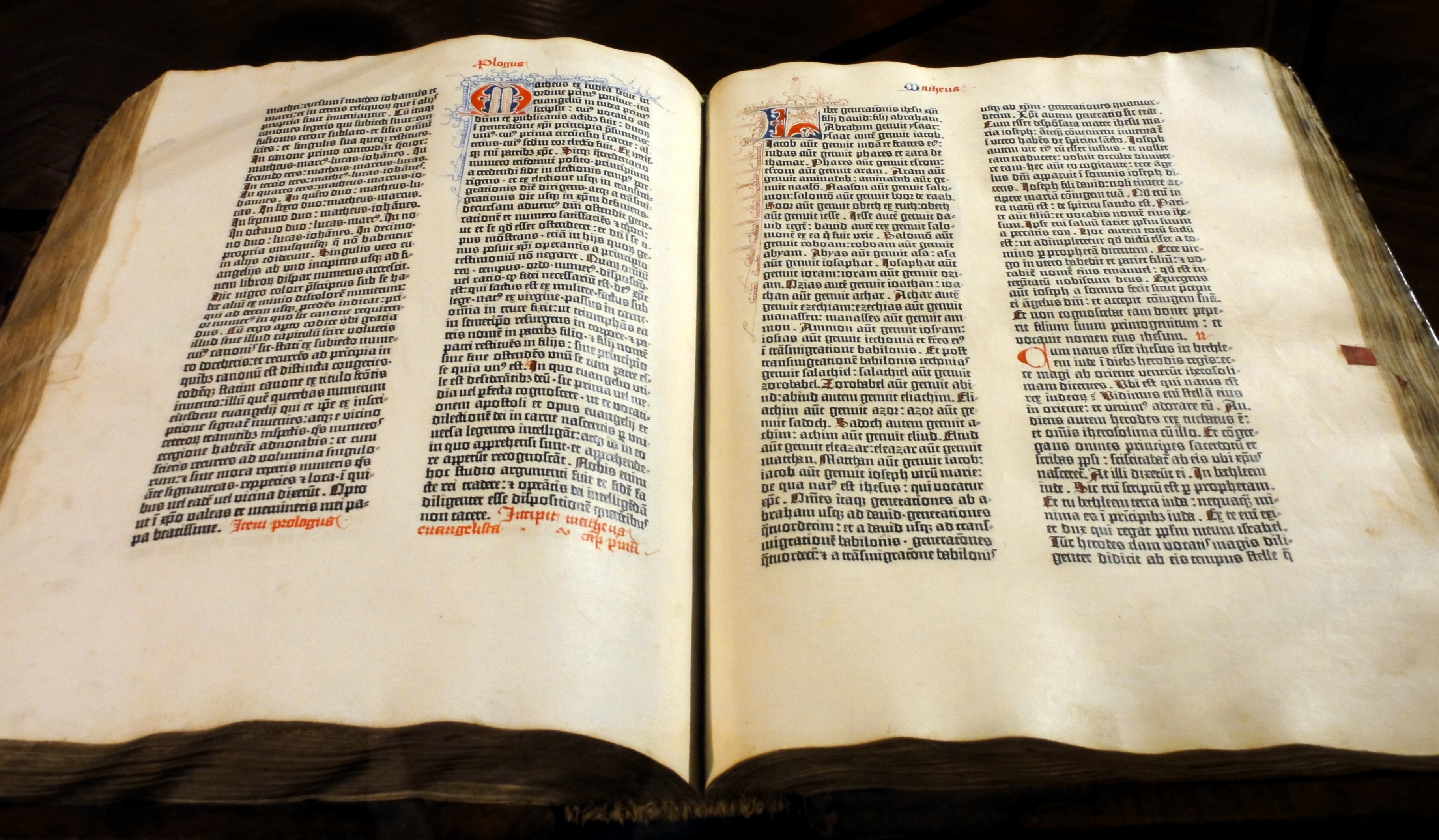
Biblia ze zbioru Muzeum Diecezjalnego w Pelplinie

Egzemplarz, który znajduje się w Polsce, jest odbity na papierze, ma oryginalną XV-wieczną oprawę (wykonaną przez introligatora mistrza Henryka Costera z Lubeki), przechowywany jest w Muzeum Diecezjalnym w Pelplinie. Całość obejmuje łącznie w dwóch tomach 641 kart in folio zadrukowanych obustronnie w dwóch kolumnach o wymiarach 285×85 mm, zawierających 40–42 wierszy. Na stronie 46. znajduje się plama tuszu, prawdopodobnie rozlanego przez drukarza, która pokazuje sposób drukowania (tzn. ruchomą czcionkę), co czyni pelplińską Biblię unikatową. Brak w niej ostatniej 217. karty w tomie II z tekstem Apokalipsy. Tekst urywa się na rozdziale XX, wiersz 2. Biblia nabyta została prawdopodobnie przez biskupa chełmińskiego Mikołaja Chrapickiego i podarowana lubawskim franciszkanom. Po sekularyzacji zakonu trafiła do biblioteki seminaryjnej w Pelplinie (1833). W dwudziestoleciu międzywojennym kapituła zamierzała sprzedać Biblię, aby uzyskać pieniądze na remont katedry i rozbudowę seminarium. Dyskusja w prasie i protesty społeczeństwa spowodowały, że księgi zostały w Pelplinie. Przed wybuchem II wojny światowej Biblię przez Warszawę ewakuowano do Paryża, stamtąd w 1940 wywieziono ją do Londynu, a następnie do Kanady. Do Pelplina powróciła w 1959 roku.
W latach 2002–2003 z inicjatywy Wydawnictwa Diecezji Pelplińskiej „Bernardinum” oraz Polskiego Bractwa Kawalerów Gutenberga wykonano faksymile dzieła.